# Yoshihiro Nakano
Yoshihiro Nakano (中野 嘉大 Nakano Yoshihiro?, Kagoshima, 24 de febrero de 1993) es un futbolista japonés que juega como centrocampista en el Yokohama FC de la J1 League.

## Trayectoria

### Clubes
| Club                       | País  | Año       |
| -------------------------- | ----- | --------- |
| Kawasaki Frontale          | Japón | 2015-2017 |
| Vegalta Sendai (cedido)    | Japón | 2017      |
| Vegalta Sendai             | Japón | 2018      |
| Hokkaido Consadole Sapporo | Japón | 2019-2021 |
| Sagan Tosu (cedido)        | Japón | 2021      |
| Sagan Tosu                 | Japón | 2022      |
| Shonan Bellmare            | Japón | 2022-2024 |
| Yokohama FC (cedido)       | Japón | 2024      |
| Yokohama FC                | Japón | 2025-     |